# 1982 Cline
1982 Cline este un asteroid din centura principală, descoperit pe 4 noiembrie 1975 de Eleanor Helin.